# Сьвірна
Сьвірна (пол. Świrna) — село в Польщі, у гміні Бодзехув Островецького повіту Свентокшиського воєводства.
Населення — 442 особи (2011).
У 1975-1998 роках село належало до Келецького воєводства.

## Демографія
Демографічна структура на день 31 березня 2011 року:
|          | Загалом | Допрацездатний вік | Працездатний вік | Постпрацездатний вік |
| -------- | ------- | ------------------ | ---------------- | -------------------- |
| Чоловіки | 213     | 48                 | 134              | 31                   |
| Жінки    | 229     | 50                 | 122              | 57                   |
| Разом    | 442     | 98                 | 256              | 88                   |